# The One Who Loved Him Best
The One Who Loved Him Best è un cortometraggio muto del 1914. Non si conosce il nome del regista del film prodotto da un soggetto di Richard Ridgely.

## Produzione
Il film fu prodotto dalla Edison Company.

## Distribuzione
Distribuito dalla General Film Company, il film - un cortometraggio in due bobine - uscì nelle sale cinematografiche statunitensi il 14 agosto 1914.